# تجمع رمكوت (المهرة)

تعديل مصدري - تعديل

تجمع رمكوت هو "تجمع بدوي" في  عزلة منعر بمديرية منعر التابعة لمحافظة المهرة، بلغ تعداد سكانها 34 نسمة حسب تعداد اليمن لعام 2004.